# Northleigh
Northleigh – wieś i civil parish w Anglii, w Devon, w dystrykcie East Devon. W 2011 civil parish liczyła 155 mieszkańców. Northleigh jest wspomniana w Domesday Book (1086) jako Lege/Lega.